# Трипольская культура

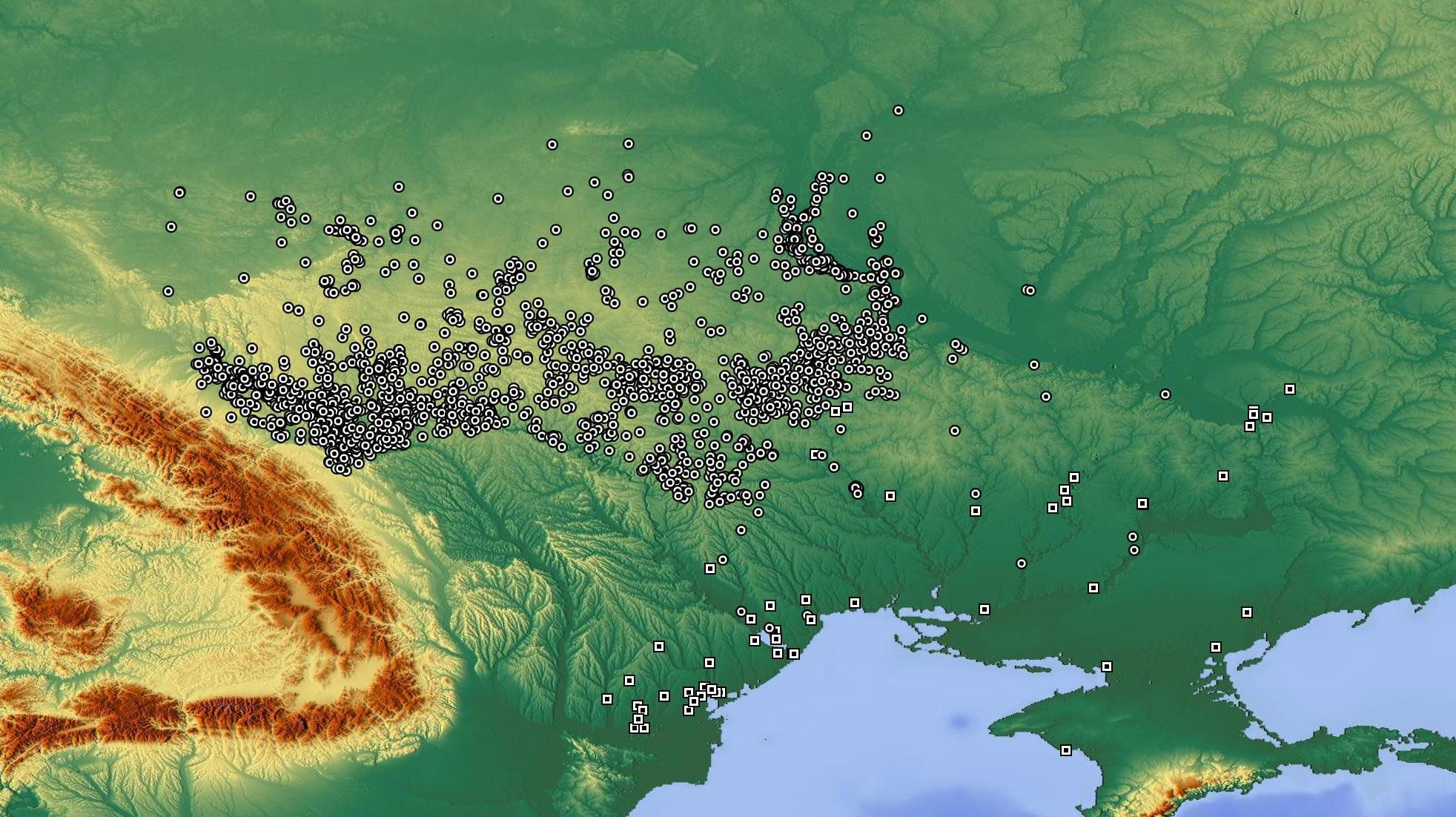
Археологические памятники трипольской культуры на территории Украины

Трипо́льская культура (рум. trypilliană, укр. трипільська) — археологическая культура энеолита и раннего бронзового века на территории Молдовы, лесостепи и степей Украины от долины Днепра до юго-восточного Прикарпатья. Аналогична культуре Кукутень в Румынии. Входит в археологическую общность энеолита — Триполье-Кукутень.
Важнейшим историческим событием 5—4-го тысячелетий до н. э. явилось образование крупного центра высокоразвитых земледельческо-скотоводческих культур на юго-востоке Европы. Этот центр охватывал Балканский и юг Апеннинского полуострова, Нижнее и Среднее Подунавье, территорию Трансильвании, Молдовы и Правобережной Украины. Одним из древнейших представителей этого юго-восточного центра можно считать такую энеолитическую культуру, как трипольско-кукутенская историко-культурная общность. Этой культуре уже был известен металл — медь и золото. Учёные предполагают, что в земледелии Триполья применялись соха (или примитивный плуг), а в качестве тягловой силы — волы. В экономическом, в социальном отношении и в духовной области общество такой культуры стояло выше остальной Европы. У энеолитических земледельцев появился целый пантеон земледельческих божеств. Общество начинало приобретать иерархическую структуру. Трипольско-кукутенская культурно-историческая общность с момента её возникновения характеризовалась производящей земледельческо-скотоводческой экономикой.
На территории Украины известно около тысячи поселений трипольской культуры. Часть поселений исследована на большой площади, некоторые раскопаны почти полностью. Дешифрование аэрофотоснимков в 1960-х годах выявило наличие больших поселений площадью в несколько сотен гектаров, насчитывающих до 2000 жилищ, некоторые из которых имели двухэтажную конструкцию. Остаются не выясненными причины и социально-экономическая структура возникновения таких крупных поселений. В уточнении нуждаются также относительная и абсолютная хронология памятников.

## История открытия

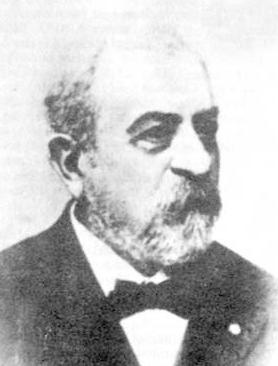
Теодор Бурада — первооткрыватель кукутенских памятников

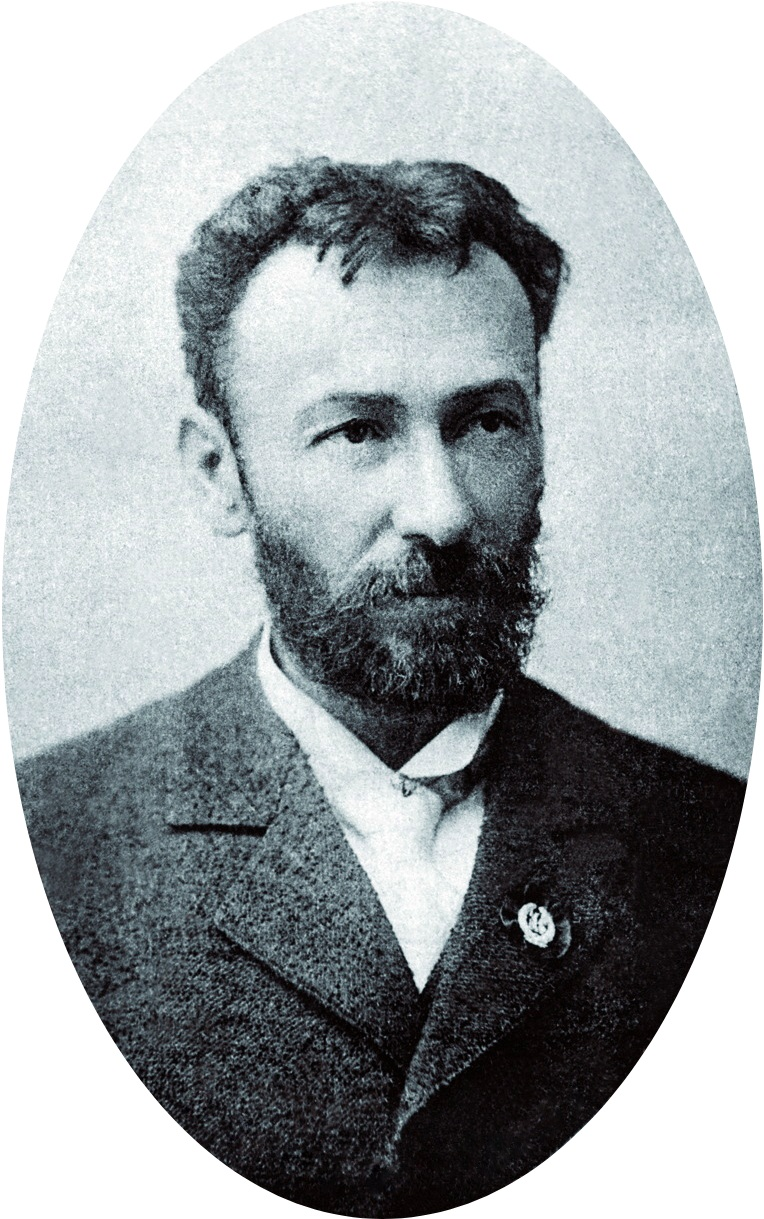
В. В. Хвойка — выделил трипольскую культуру

В 1884 году Теодор Бурада, производя раскопки поселения в окрестностях села Кукутень (Румыния), нашёл элементы глиняной посуды и терракотовые фигурки. После того, как учёные ознакомились с его находками, раскопки были продолжены: Г. Буцуряну (1887—1888 гг.), Г. Шмидтом (1909—1910 гг.). На основе кукутенских материалов была выделена археологическая культура эпохи энеолита — «Культура Кукутени» (около 4600—3500 лет до н. э.).

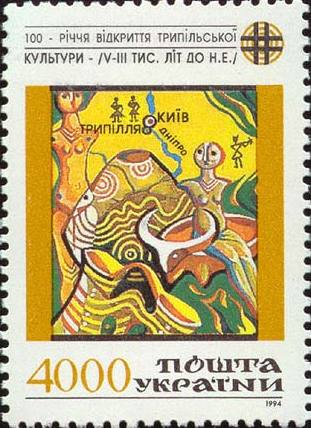
«Столетие с момента открытия В. В. Хвойкой трипольской культуры (V—III тыс. лет до н. э.)», почтовая марка Украины, 1994

Первые памятники, позднее отнесённые к трипольской культуре, были открыты в западных регионах Украины. В Киеве находки этой культуры обнаружил Викентий Хвойка в 1893—1894 годах во время раскопок по Кирилловской улице. Он же, после обследования памятников в Среднем Поднепровье в 1896—1897 годах, определил их научное значение и в 1899 году выделил в самостоятельную культуру — Трипольскую (4500—2650 лет до н. э.). В. В. Хвойка представил свои труды и выступил с докладом «Каменный век среднего Приднепровья» на ХІ археологическом съезде, проводившемся в 1899 году в Киеве. Викентий Хвойка не знал о находках в Кукутени и назвал культуру «Трипольской» по селу Триполье Киевского уезда (ныне Обуховский район Киевской области). В первой половине XX века некоторые исследователи включали Триполье-Кукутенскую общность в определение «культуры крашеной (расписной) керамики». В советских, российских, украинских, молдавских и других публикациях для украинских и молдавских памятников распространено название «Трипольская культура». В последние десятилетия для обозначения археологических памятников на территории Молдовы местные и румынские исследователи используют термин «культура Кукутень». Ныне признано, что это одна культура и название «кукутенская» считается приоритетным. Хронология трипольской культуры хорошо изучена и является основой для определения хронологической схемы других энеолитических культур.

## Происхождение и связь с другими культурами
Наиболее ранними оседлыми племенами на территории нынешней Украины, которые вступили в эпоху медного века, были земледельческо-скотоводческие племена трипольской культуры и гумельницкой. Обе культуры были генетически связаны и сложились на основе культуры эпохи неолита — Боян и в меньшей степени других культур Балкано-Дунайского и Карпатского регионов: линейно-ленточной керамики, тисаполгарской, старчево-кришской, Винча и др. Культуру Триполья сменила древнеямная культурно-историческая общность кочевников-скотоводов, занявшая на её позднем этапе развития всю степную и частично лесостепную зону от Урала до Подунавья. По мнению Т. С. Пассек трипольская культура Украины не была чисто пришлой, а, являясь автохтонной, в то же время не была замкнутой и с древнейших времён находилась в тесных постоянных культурно-экономических отношениях с соседними племенами юго-восточной Европы и средиземноморским населением. Это может доказывать одновременное появление целых серий аналогичных вещей в поселениях как смежных, так и в удалённых друг от друга регионах.
Исчезновение трипольской культуры с исторической арены связано с продвижением ямной культуры на северо-запад и племён культуры шаровидных амфор на восток. Ямная культура и шаровидных амфор остановили дальнейшее распространение трипольской культуры, просуществовавшей два тысячелетия.

## Периодизация
На основании сопоставления со стратифицированными румынскими памятниками культуры Кукутень Т. С. Пассек выделила три периода развития трипольской культуры: ранний (середина 5 — первая половина 4-го тысячелетия до н. э.), средний (середина 4-го тысячелетия до н. э. — около 3200/3150 годов до н. э.) и поздний (3150—2650 годы до н. э.). Средний и поздний периоды, в свою очередь, подразделялись на два этапа каждый BI, BII и CI, CII.

### Ранний период (A)

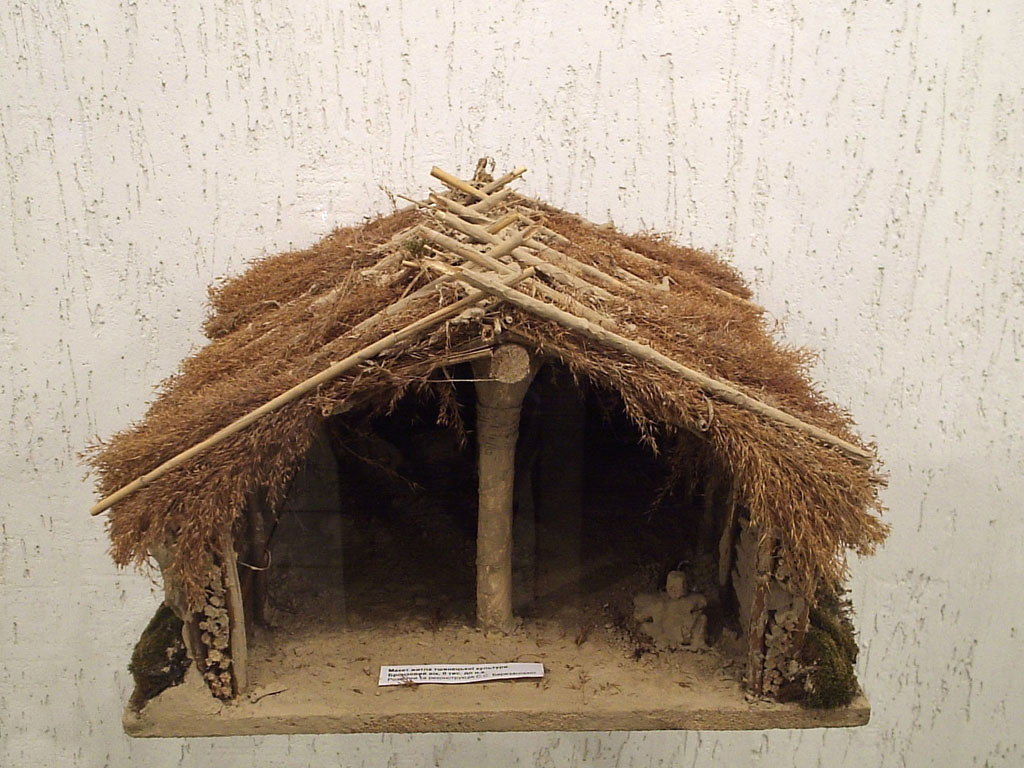
Наземное жилище трипольцев — «трипольская площадка». Реконструкция

Поселения чаще располагались в пойме или на первой надпойменной террасе, реже — на коренном (не затопляемом) берегу реки, высоко над водой. Несколько небольших поселений группировались вокруг более крупного. Среднее поселение, где проживало по 40—60 человек, занимало площадь 1—2 га и насчитывало до 10 домов размерами от 12 до 150 м2. Основная масса поселений раннего этапа сосредоточена в Днестровско-Бугском бассейне;
Жилища: землянки и полуземлянки округлой и четырёхугольной форм с глинобитным полом, реже — небольшие наземные глинобитные жилища («трипольские площадки»). Существовали также лёгкие наземные жилища без глинобитных полов. В диаметре землянки достигали 3—6 м, глубины от 1 до 3 м. Пологие стены перекрывались наклонной крышей, опирающейся на вкопанные столбы. Жилища состояли из одного-двух помещений (камер) с купольной печью или открытым очагом. Строения размещались в один или несколько рядов;
Орудия труда и вооружения: из камня — клиновидные топоры небольшого размера; из кремня — шаровидные отбойники, ножевидные пластинки, концевые скребки, сланцевые топорики, боевые проушные топоры; из рога и кости — шилья, острия, украшения; кованые медные изделия местного производства очень малочисленны — шилья, рыболовные крючки, украшения. Спектральный анализ показал, что медные изделия были изготовлены из руды, которая добывалась в фракийском горнорудном районе (Болгария);

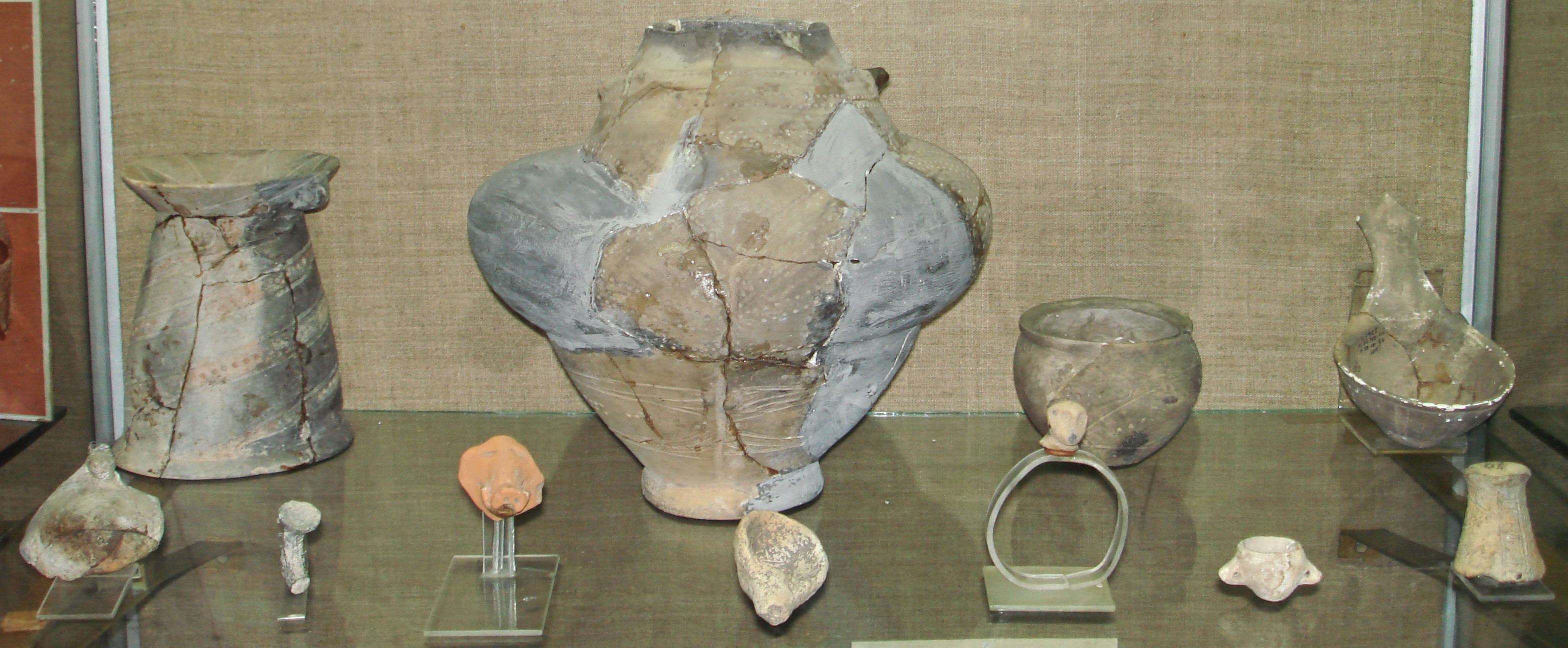
Предметы из поселения близ села Новые Русешты. Молдова. ≈3650 год до н. э.

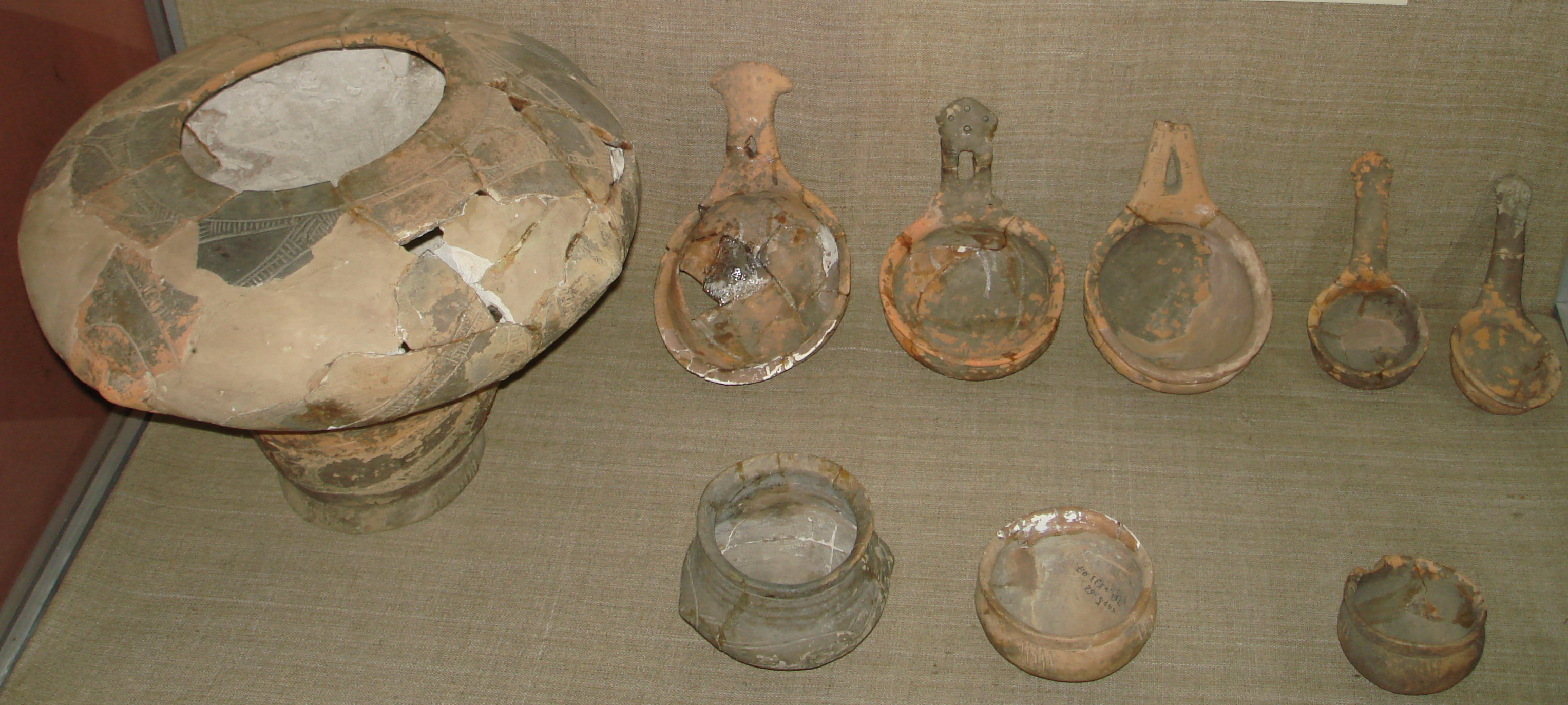
Предметы из поселения близ села Карбуна. Молдова. ≈3600 год до н. э.

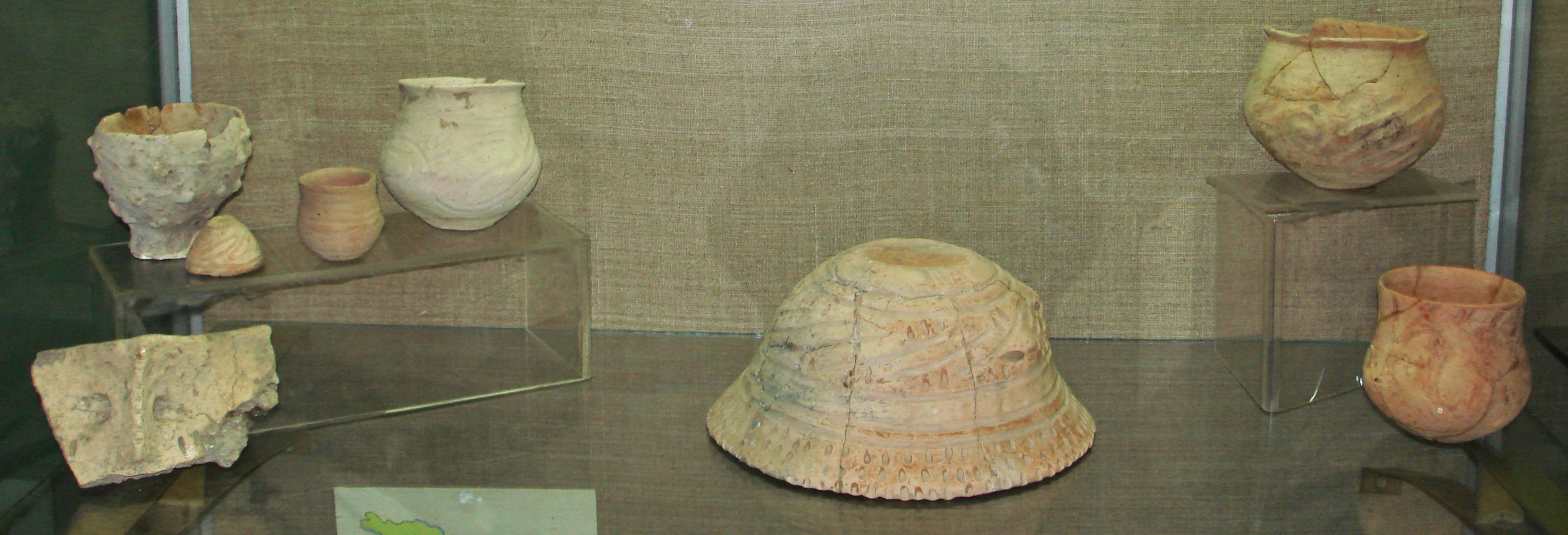
Предметы из поселения Старые Куконешты. Молдова. 3500—3400 гг. до н. э.

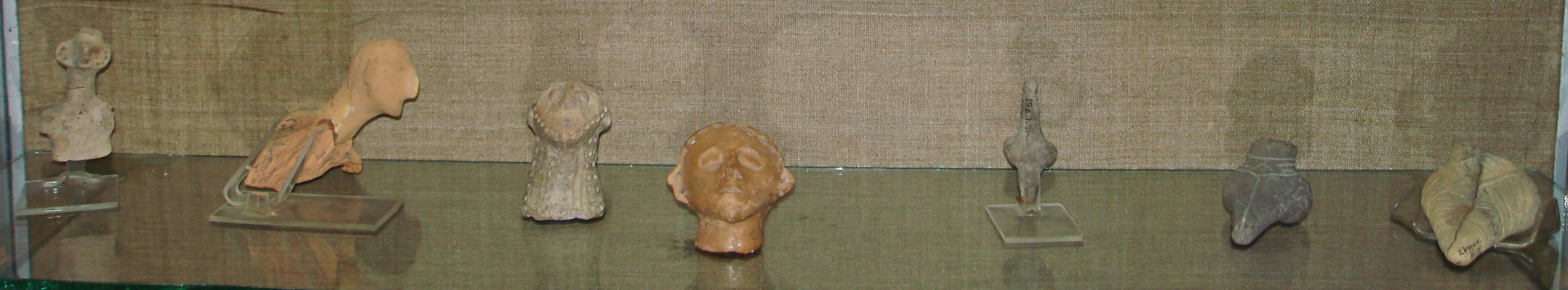
Предметы культа трипольской культуры. 4 — первая половина 3-го тысячелетия до н. э.

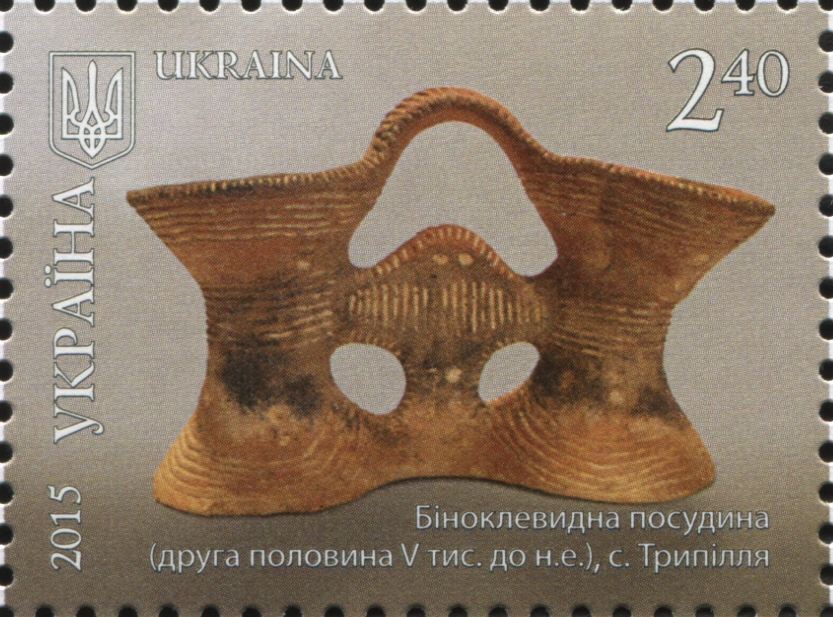
Биноклевидный сосуд. Найден в селе Триполье. Почтовая марка Украины 2015 года

Керамика. Посуда представлена тремя видами. Кухонная посуда (для хранения продуктов и приготовления пищи) с примесью шамота, песка, кварцита, плохо обожжённая: широко открытые котловидные горшки, большие горшки-корчаги с цилиндрической горловиной, миски, невысокие круглые жаровни с прямым бортиком, большие конические тазы, грубые толстостенные сосуды с шероховатой поверхностью, фруктовницы — неглубокие тарелки на полом цилиндрическом поддоне. Половина кухонной посуды была без орнамента, остальная украшена одним-двумя рядами наколов, насечек и налепов. Столовая посуда изготовлена из хорошо промешанной глины с добавлением песка, равномерно обожжена, заглажена, покрыта ангобом и подлощена: горшки с округлым или приземистым туловом, грушевидные, кувшиновидные и цилиндрические сосуды, чашки, неглубокие тарелки, черпаки, крышки шлемовидных и конических форм, небольшие глиняные ложки часто с плоской широкой ковшовой ручкой. Украшена каннелированным углубленным спиральным или ленточным орнаментом и штамповым орнаментом в виде насечек, налепов. Свободные части сосудов заштрихованы полосами и округлыми углублениями. Много сосудов с округлым телом на подставке (или ножке) с небольшим отогнутым краем, украшенные орнаментом до самого дна; ручки — небольшие на сильно выступающих плечиках, другой вид ручек — горизонтально проткнутые выступающие бугорки на стенках сосудов или сделано округлое сквозное отверстие. Поверхность третьего вида посуды хорошо заглажена, покрыта ангобом, подлощена и богато орнаментирована. Реже эта керамика тщательно обработана и изнутри. Она представлена профилированными неглубокими тарелками, округлыми вазами на полом цилиндрическом поддоне, горшками с округлым или слегка приземистым туловом и невысоким венчиком. Встречается тонкостенная керамика с полированной поверхностью, в том числе одиночные и двойные биноклевидные сосуды. Все сосуды богато орнаментированы. Расписной керамики не было обнаружено. Много схематизированных статуэток, изображающих женщин, реже мужчин в сидячем, полусидячем и стоячем положениях, а также зооморфные фигурки и глиняные модельки жилищ.

### Средний период (B)
Поселения располагались уже на высоких мысах, в местах, имеющих природную защиту. На этом этапе больше становится поселений, укреплённых рвом и валом (иногда двумя). Увеличилась площадь поселений до 8, а иногда до 25—60 га. В междуречье Буга и Днепра площадь отдельных памятников достигала 90—150 га. Характерна кольцевая (по кругу) планировка поселений с гнездообразным группированием жилищ. Продолжается расселение трипольских племён дальше на северо-восток, в Поднепровье и на юго-восток. Возрастает количество поселений, что было связано с увеличением численности и плотности населения. С середины и до конца 4-го тысячелетия до н. э. трипольские племена расширили свою территорию и освоили Верхнее Поднестровье, Буго-Днепровский регион и вышли на Правобережье Днепра;
Жилища: наземные строились из дерева и глины с примесью половы (глинобитные) с обожжёнными глиняными полами и полуземлянки. Среднее число жилищ в поселении составляло от 30 до 40. Характерны многосемейные жилища с многочисленными перегородками и очагами (были выявлены и сводчатые печи) в каждом помещении, а также наличие в доме особого жертвенного места. Иногда культовые места находились в каждой камере (комнате). Жертвенники могли быть округлыми в плане и крестообразные. Встречаются двухэтажные дома. Известны модели жилищ с двускатной крышей и круглыми окнами;
Орудия труда и вооружения: из камня — клиновидные односторонние топоры, клинья, долота, зернотёрки, мотыги из глинистого и кремнистого сланца; из кремня — ножевидные пластинки, овальные высокие скребки, тёсла, треугольные наконечники стрел; из кости — лощила, проколки, шилья, зубчатые штампы, украшения, мотыги из оленьих рогов. С освоением плавильного и литейного производства увеличилось количество изделий из меди — плоские клиновидные топоры, топоры-тёсла, топоры-молоты, четырёхгранные шилья, рыболовные крючки, украшения (колечки, перстни, пронизи, антропоморфные подвески). Рудные месторождения остались прежними — фракийское и, возможно, Трансильвания. Наряду с чисто медными изделиями появились серебряные;
Керамика. В начале среднего периода сохранились методы раннетрипольского керамического производства. Затем постепенно произошли изменения. К началу этапа BII исчезла керамика с примесью шамота и шероховато заглаженная. Новая посуда изготавливалась с примесью в глине толчёных ракушек или песка. Появилась расписная керамика. Роспись или орнамент покрывали почти всю поверхность сосуда. Распространение расписной керамики стало характерно для западного ареала (Попрутье и Поднестровье, частично Побужье) трипольской культуры. Для восточного ареала (Южнобугско-Днепровское междуречье и Среднее Поднепровье) сохранились изделия с углубленным спиральным орнаментом и каннелированные. Появляются сосуды с полихромной трёхцветной росписью — на красном фоне белая и чёрная краски или же на белом фоне красная и чёрная роспись, глубокие расписные глиняные ложки с тремя роговидными отростками на ручке, глиняные рельефные печати (штемпели) для нанесения узора на керамические изделия — пинтадеры. Сохранились схематизированные керамические женские фигурки, антропоморфные статуэтки, реже зооморфные и модели жилищ; грузила для рыболовных сетей. К концу среднего периода исчезают каннелированная керамика и глиняные пинтадеры, начинается изготовление керамики с чёрной монохромной спиральной росписью, в которой получает развитие стилизованные изображения животных и человека.

### Поздний период (C)
Территория трипольской культуры расширяется за счёт продвижения племён на север и восток. Племена заселяют верховья Припяти, Случи, Горыни, Стыри, доходя до Житомирской области, а на юге — до черноморского побережья. В этот период на Днепровском Левобережье трипольская культура сталкивается с генетически не связанной, интенсивно развивающейся культурой катакомбного типа. Вероятно это явилось одной из причин, которое задержало дальнейшее распространение трипольских племён на восток. Именно в Поднепровье на позднетрипольской основе позднее зародилась среднеднепровская культура.
Поселения располагались на высоких, труднодоступных местах. Рвами и валами укреплялось не всё поселение, а лишь его часть — наиболее высокое место. Встречаются поселения площадью 250—300 и даже 400 га, с групповым расположением жилищ и населением в 10—20 тыс. человек;
Жилища располагались по кругу, оставляя в центре свободное место (часть, возможно, для загона скота, для совершения обрядов или других сборищ). Наряду с наземными глинобитными домами встречаются полуземлянки и землянки. Жилища средней величины имели площадь 50—90 м2. Наиболее мощные родовые общины имели жилища больших размеров и качественнее саму постройку. Преобладание на поселениях больших и средних жилых построек говорит о периоде сосредоточения хозяйства ещё в многосемейных (многоочажных) домах. В конце позднего периода начинают исчезать большие глинобитные наземные дома-площадки, им на смену приходят небольшие наземные и углубленные жилища полуземляночного типа, и реже землянки с глинобитными очагами внутри, что может говорить об изменении семейно-родовых отношений — переходе к патриархату и обособлении семейных пар;
Орудия труда и вооружения: из камня — точильные камни, сланцевые клинья, служившие наконечниками для мотыг, зернотёрки из гнейса, гранита, песчаника; увеличивается количество орудий из кремня — ножи, скребки округлой формы небольших размеров и удлинённые, треугольные наконечники для стрел, копьевидные острия. Совершенствуется обработка кремня, много шлифованных кремнёвых топориков; из кости — клинья, проколки, долота, роговые мотыги. На одном из поселений был найден большой костяной серп, сделанный из лопатки быка или коровы; получают распространение металлические изделия из меди (ещё без примеси олова) — небольшие кованые плоские клиновидные топорики, кинжалы, ножи, шилья;
Керамика изготовлена из глины с примесью кварцевого песка, толчёных раковин, дресвы или растительных остатков: шаровидные амфоры, глубокие чаши, миски, сосуды с широким горлом и округлым суживающимся туловом, сосуды с нешироким и невысоким горлом, и вытянутым телом с налепными ручками. Уменьшается количество расписной керамики, появляется посуда округлой формы с орнаментом по краю венчика (защипы, оттиски, верёвочки, наколы); обжиг неравномерный. Посуда лепная ручной работы (без гончарного круга) с характерными полосчато-сглаженными стенками, с верёвочной орнаментацией, в виде коротких вдавленных углублений, одиночных полос и нешироких лент. Распространены женские статуэтки удлинённых пропорций со схематизированной головкой и сомкнутыми ногами, фигурные пряслица для веретён. Кроме керамики типичного трипольского типа в позднем периоде выделяется не трипольский тип, что говорит о зарождении в недрах Триполья культуры нового типа.
В 1972—1973 годах переходный этап BI—BII среднего периода был разделён на два подэтапа BI—BII/1 и BI—BII/2. Впоследствии по предложению Ю. Н. Захарука исследователями культуры был принят принцип структурной схемы, основанный на понятии «структурный памятник», который объединяет памятники, размещающиеся на ограниченной территории и отражающие этапы одновременного исторического развития отдельной группы населения. Данная схема показывает не только хронологическое соотношение типов памятников, но и отражает генетические связи различных групп населения.

## Хозяйство

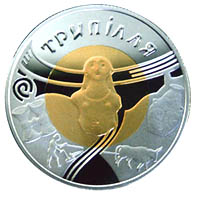
«Триполье», биметаллическая монета, Национальный банк Украины, 2000

Начало и большая часть времени существования трипольской культуры совпадает по времени в климатическом отношении с мягким, тёплым и влажным атлантическим периодом, который содействовал активному развитию земледельческого хозяйства. Палеоботанические исследования показали, что уже на раннем этапе Триполья земледелие представляло собой стойкое сформировавшееся явление и имело надёжный семенной фонд. Для разработки новых участков применялась подсечно-огневая система земледелия.
У трипольцев существовало несколько локальных форм хозяйства, обусловленных окружающей средой: земледельческо-скотоводческая, скотоводческая, скотоводческо-земледельческая, скотоводческо-охотничья. Большая часть хозяйства лесостепного региона характеризуется как земледельческо-скотоводческая. По характеру земледелия существуют два мнения: пашенное земледелие с использованием вола в качестве тягловой силы и мотыжное. При пашенном земледелии для обработки земли применялись соха и, возможно, деревянное рало. При мотыжном использовались роговые мотыги с тесловидным окончанием. С конца 4-го тысячелетия до н. э. стали применяться мотыги с кремнёвыми лезвиями.
Ещё в раннем периоде культивировались сорта пшеницы: однозернянка, двузернянка, спельта, голозёрная (выявлена в некоторых поселениях). Второе место после пшеницы занимал голозёрный ячмень. Рожь культивировалась в основном на Среднем Поднепровье. Выращивались также плёнчатый и голозёрный овёс, просо, горох, бобы. Трипольским племенам Молдовы известны были виноград, алыча, абрикос. При уборке злаковых культур применяли серпы с кремнёвыми вкладышами. Хранилось зерно в больших сосудах и ямах-хранилищах. Скотоводство обеспечивало хозяйство тягловой силой и мясом. Крупный рогатый скот составлял от 50 до 70 % всего животноводческого стада. В зависимости от местных условий второе место принадлежало свиноводству или мелкому рогатому скоту (овцы, козы). Коневодство составляло очень малый процент. Одомашнивание лошади произошло предположительно на позднем этапе Триполья. Большое значение имели охота и рыбная ловля. Основными промысловыми животными были: олень, лось, косуля, кабан. Существование рыбного промысла подтверждают найденные костяные и медные рыболовные крючки, грузила для сетей, кости и чешуя различных рыб. К домашним и общинным ремёслам в первую очередь относятся выделка шкур животных, изготовление одежды, прядение и ткачество. На доньях сосудов обнаружены отпечатки тканей простого, репсовидного и узорного переплетения. Кремнедобывающее, кремнеобрабатывающее, строительное, гончарное, ювелирное ремёсла ещё не выделились в самостоятельные производственные отрасли и носили сезонный характер. Немаловажное место в хозяйстве играло и собирательство. На многих поселениях были найдены обугленные жёлуди дуба или их следы, а также кизила, тёрна, боярышника. Жёлуди употреблялись при выпечке хлеба — их растирали и подмешивали в муку; они же использовались для кормления свиней. Многочисленные ракушечные кучи пресноводных моллюсков — обычное явление в трипольских поселениях.

## Погребения
Захоронения у трипольцев встречаются как в курганных, так и в грунтовых (бескурганных) могильниках. Могильники, чаще всего инвентарные, содержали погребения взрослых и детей. Погребения осуществлялись по обряду трупосожжения, в урнах и чаще без урн (в ямах). Сожжение, по-видимому, происходило на стороне. Инвентарь состоял из орудий труда, оружия, керамической посуды, изделий из меди и кремня, украшений, антропоморфных изделий. Инвентарь иногда тоже сжигался и укладывался рядом или вместе с сожжёнными останками покойного. Иногда погребения перекрывались каменными плитами или деревянным накатом. Центральное захоронение выкладывалось закладками, кромлехами. Часто встречаются одиночные погребения в скорченном положении на левом боку или на спине с ориентацией головы в основном на северо-восток. Групповые погребения говорят о наличии усыпальниц отдельных семей.

## Антропология
Антропологический состав трипольцев раннего этапа неизвестен в результате отсутствия костных останков. Мужские черепа среднего периода характеризуются удлинённой формой мозговой коробки, умеренным мускульным развитием, средним наклоном лба, узким и низким ортогнатным лицом, низкими глазницами, выразительным выступанием носа. Сочетание данных признаков свойственно древнесредиземноморскому типу. Анализ краниологических материалов позднего этапа развития трипольской культуры показал, что мужские и женские черепа характеризуются удлинённой формой мозговой коробки, средним наклоном лба и умеренным мускульным развитием, средней высотой лица, ортогнатизмом, низкими орбитами и выразительным выступанием носа. Но между ними имеются определённые отличия: мужчины имели узкое лицо и грацильное телосложение, они долихокранны; женщины имели достаточно широкое лицо и массивное телосложение, они мезокранны. Мужские особи принадлежали к грацильным западным средиземноморцам, женские — к массивным протоевропеоидам. Данный феномен объясняется интенсивными брачными контактами трипольцев со своими соседями-степняками. Анализ краниологических данных свидетельствует о том, что физический тип трипольского населения сложился на основе западного варианта древнесредиземноморского антропологического типа. Но уже в средний период развития трипольской культуры он включал в себя и определённый протоевропеоидный компонент.
Археолог Татьяна Пассек высказывала гипотезу о том, что у носителей трипольской культуры наряду с признаками средиземноморского антропологического типа были и признаки арменоидного типа. Однако её аргументы были отвергнуты антропологами М. М. Герасимовым, Г. Ф. Дебецем и С. П. Сегедой. По мнению антрополога Татьяны Алексеевой, относительно узколицые трипольцы, будучи носителями южноевропеоидных черт, не были предполагаемыми физическими предками славян. Антрополог и этнолог С. П. Сегеда считает это утверждение «слишком безапелляционным» и утверждает, что многочисленные трипольские племена сыграли важную роль в формировании генофонда предков украинского народа.

## Палеогенетика
Изучение останков из пещеры Вертеба около села Бильче-Золотое в Тернопольской области, относимых к периоду 3600—2500 годов до н. э. и связываемых с трипольской культурой, позволило выделить митохондриальную ДНК семи индивидов, которая оказалась принадлежащей к митохондриальным гаплогруппам pre-HV, HV или V (2 образца), H (2 образца), J и T4. Такой набор меток является подтверждением родства населения этой культуры с народами балканского неолита, корни этих линий лежат в Малой Азии. Местная (автохтонная) линия в останках трипольцев оказалась преобладающей.
В 2017 году были опубликованы митохондриальные гаплогруппы H, H1b, H5a, H5b, HV, T2b, U8b1a2, U8b1b, а также K и W. Находка у двух образцов митохондриальной гаплогруппы U8b1 (3700—3500 лет до н. э.) может свидетельствовать о связи трипольцев с популяциями верхнепалеолитической Европы.
У четырёх трипольцев из пещеры Вертеба определена Y-хромосомная гаплогруппа G2a (три носителя G2a2b2a и один G2a), также характерная для культур балканского неолита, у одного — Y-хромосомная гаплогруппа E.
У четырёх женщин с двух позднетрипольских (3500—3100 лет до н. э.) стоянок в Молдове (Покровка V (Pocrovca 1, Pocrovca 2, Pocrovca 3) и Гординешти I (Gordinești)) определили митохондриальные гаплогруппы K1a1 (Pocrovca 1), T1a (Pocrovca 3), T2c1d1 (Pocrovca 2), U4a1 (Gordinești). Анализ PCA показал, что образцы Gordinești, Pocrovca 1 и Pocrovca 3 сгруппировались с более поздними образцами культуры колоколовидных кубков из Германии и Венгрии рядом с четырьмя мужчинами-трипольцами из пещеры Вертеба, в то время как образец Pocrovca 2 попал в кластер культуры линейно-ленточной керамики рядом с неолитическими земледельцами из Анатолии и Старчево. Три из этих образцов также показали значительное количество степной родословной, что предполагает приток в генофонд трипольцев людей, связанных, например, с украинским мезолитом. Степной компонент появился в сельскохозяйственных сообществах Восточной Европы, возможно, уже в 3500 году до н. э., что согласуются с гипотезой о продолжающихся контактах и постепенном смешивании прибывающих степных и местных западных популяций.
В 2021 году для образцов эпохи энеолита (3789—3650 лет до н. э.) из пещеры Вертеба опубликовали митохондриальные гаплогруппы T2, T2b, T2b+16362, T2c1d1, H+152, H15a1, H40, U5a2+16362, J1c2 (2 образца), J1c5, K1a1b1, K1b1+(16093), K1a2 (2 образца), N1a1a1a и Y-хромосомные гаплогруппы C1a (субклад C1a-V20>C-V86>C-V182>C-V3918>
C-Y173810>C-Y173810* у образца VERT103), G2a2a1, G2a2a1a (2 образца), G2a2b2a3 (3 образца), G2a2a1a3~, I2a1a2a-L161, I2a2a1, I2c, I2a1a1-CTS595>I-BY33169* (VERT-033). У образца KYT-SSX (4049-3820 лет до н. э.) из трипольского поселения этапа BI-II в урочище Коломийцев Яр Тракт (Копачов, Обуховский район Киевской области) определили митохондриальную гаплогруппу U4b1b2. Соотношение стабильных изотопов в рационе, полученное из фрагмента кости, предполагает, что рацион человека KYT находится в пределах диапазона собирателей-скотоводов Северного Причерноморья. Соотношение изотопов стронция у индивидуума KYT согласуется с тем, что он происходит из контекстов памятников культуры Средний Стог в долине Среднего Днепра. Генетический анализ человека KYT указывает на то, что его происхождение происходит от протоямной популяции, такой как Средний Стог.
При огромном обилии поселений и материальных предметов трипольской культуры практически отсутствуют погребения, принадлежащие ей. Найдено очень мало останков носителей культуры и по этой причине генетически эта культура плохо изучена.
Первое археогенетическое исследование древней мтДНК не выявило никаких линий, которые можно было бы идентифицировать как принадлежащие к автохтонным группам европейских охотников-собирателей присваивающего хозяйства. Дальнейшие исследования выявили митохондриальную гаплогруппу U у образцов из Вертебы, Гординешты и Коломийцева Яра.
Корни материнских генетических линий трипольского населения Подолья, как и у их балканских предков, лежат в Малой Азии, откуда в Европу пришло первое земледельческое население. Но местная (автохтонная) линия в останках трипольцев оказалась преобладающей. Характерно ли это для других районов трипольского ареала неизвестно по причине малочисленности человеческих останков трипольцев.
У образца I7920 из Cunicea-Prişanscaia Gora (3350—3099 calBCE, Шолданешты, Section 4, Layer 3, Burial 4, Молдова) определили Y-хромосомную гаплогруппу I2a-M223>CTS10057>L701>Y5606>L699>S12195 и митохондриальную гаплогруппу K1b2. У образца I20069 из Dănceni (3323—2935 calBCE, Яловенский район, Dănceni II Ground Burial Grave 301, Молдова) определили Y-хромосомную гаплогруппу I2a-M223>CTS10057>L701>Y5606>L699 и митохондриальную гаплогруппу H.

## Гипотезы о связи со славянами и украинцами
В. В. Хвойка стал один из основоположников теории формирования «земледельческого народа арийцев… предков славян» — открытой им трипольской культуры — на территории Среднего Поднепровья. Советский академик Б. А. Рыбаков постулировал многотысячелетнюю древность славян, начиная их историю как минимум с бронзового века. После «пастушеского разброда» славянские племена были объединены на территории Правобережной Украины и достигли стадии земледелия. Заявленная им славянская автохтонность опиралась на идею связи славян с трипольской культурой. Эти гипотеза Рыбакова подверглась критике другими учёными. Ближе к концу жизни Рыбаков начал пользоваться термином «арийцы». Он писал о далёких странствиях «арийцев» со своим стадами и называл славян их прямыми потомками. Родиной «арийцев» он считал Поднепровье. На этой территории, по его мнению, сформировалась Ригведа, оттуда часть населения перекочевала в Индию. На этом основании Рыбаков обратился к современным украинцам с советом заняться изучением санскрита.

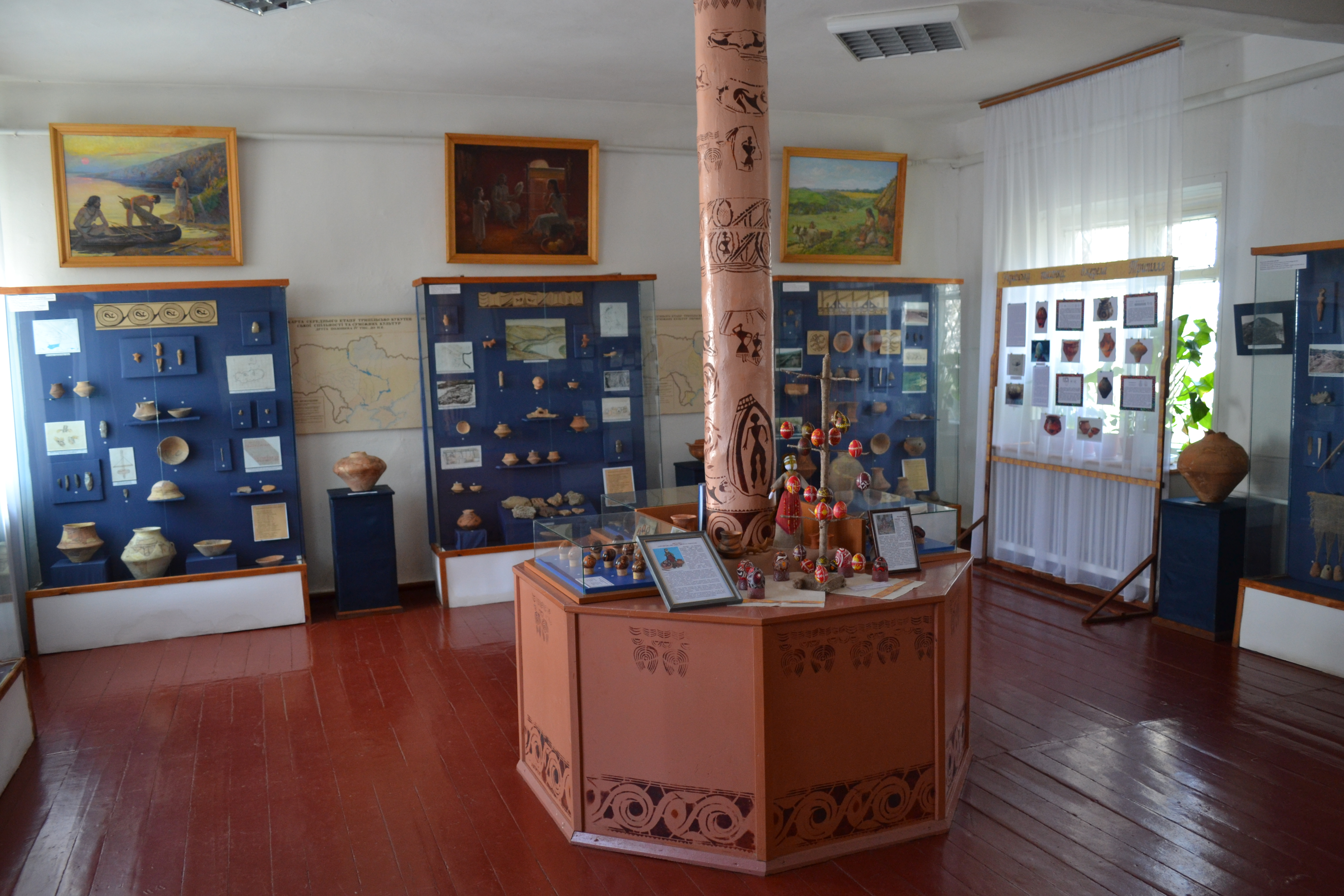
Один из залов Музея трипольской культуры в Переяславе

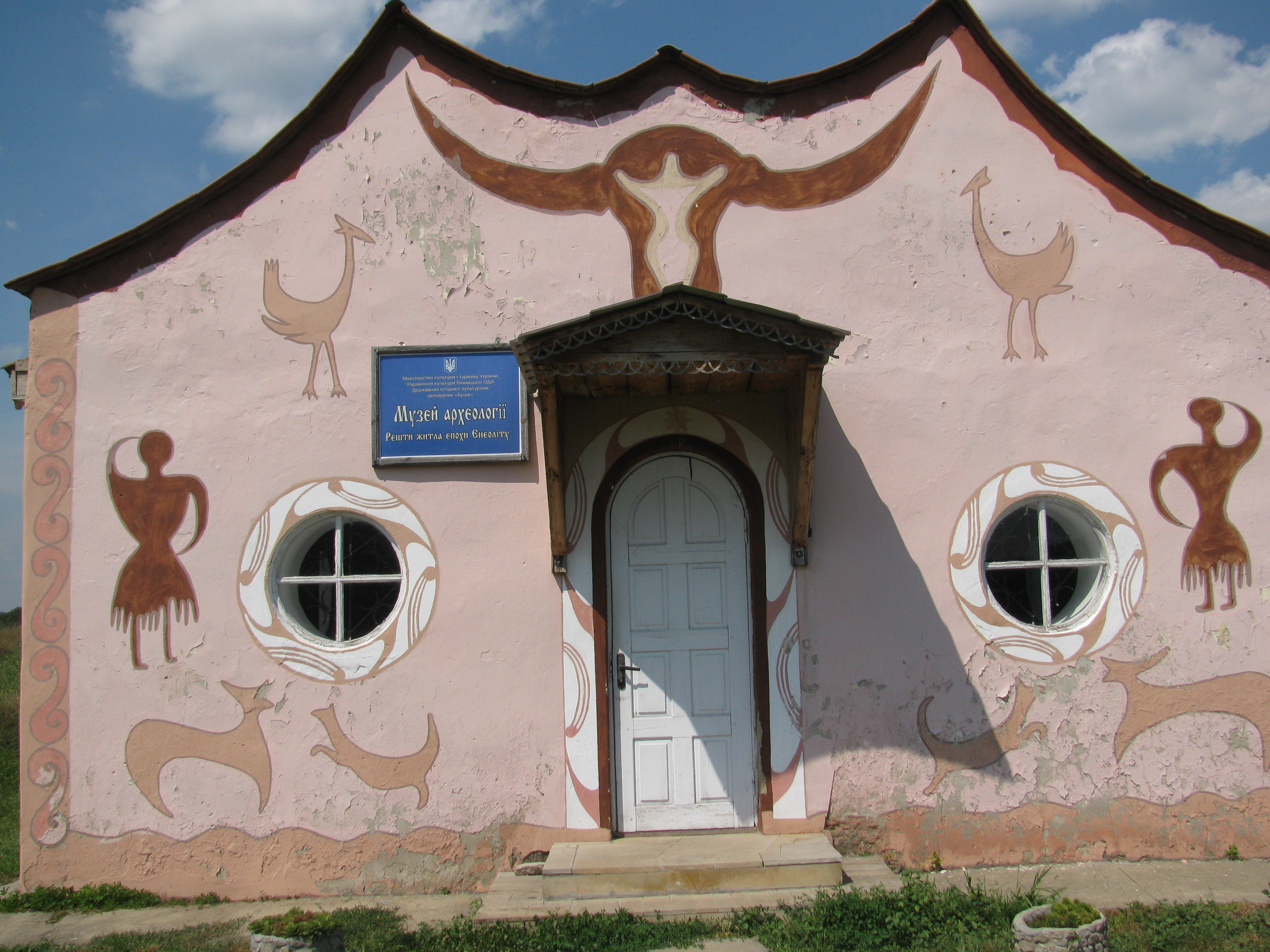
Музей Трипольской культуры в селе Буша

Трипольская культура получила популярность в среде националистов и неоязычников, и в работах, признанных научным сообществом псевдоисторическими. Различные авторы, включая связанных с украинским национализмом, утверждают, что украинцы существовали как народ и имели высокую культуру и государственность задолго до Киевской Руси. Для доказательства этого делаются попытки отождествить украинцев со скифами, с представителями трипольской культуры или более древними народами. В некоторых случаях украинцы возводятся напрямую к населению эпохи палеолита и представляются древнейшим народом Европы. Ряд авторов отождествляет этих предков с «арийцами» («трипольцами-ориями»). Другие конструируют двучленную модель возникновения украинского этноса как результат смешения местных «хлеборобов-трипольцев» и пришлых «степняков-арийцев». Украинский библиотекарь Н. З. Суслопаров, не имевший лингвистического образования, утверждал, что «открыл» «звуковой трипольский алфавит» и отождествил трипольцев с пеласгами. Идея происхождения украинцев от трипольцев поддерживалась Львом Силенко, основателем украинского неоязыческого движения РУН-вера, рядом других украинских эмигрантов. Сторонником идеи был советский украинский писатель Сергей Плачинда, один из последователей Силенко, разделявший также идею докириллической «трипольской письменности». Химик А. П. Знойко писал, что представители трипольской культуры называли себя «полянами», были пеласгами и прямыми предками украинцев. Журналист, кандидат филологических наук В. А. Довгич утверждал, что Поднепровье было родиной «арийских» народов, а украинцы являются автохтонным населением по меньшей мере с трипольской эпохи, когда они изобрели письменность. Писатель и бывший археолог Юрий Шилов рассматривал Украину как «Великую Оратанию». По его мнению, в трипольское время на Украине возникло «арийское государство», «сами трипольцы называли свою страну Араттой» и именно оттуда «вели свой род шумерские цари». В селе Триполье на основе частной коллекции с 2005 по 2012 год работал музей «Древняя Аратта — Украина». Идеи Шилова пользуются популярностью, в городе Горишние Плавни ему поставлен памятник. Политэкономист Юрий Каныгин, популяризировавший взгляды Силенко и Шилова, ведёт генеалогию украинцев от «ариев», а «триполизм» объявил «украинским архетипом». Профессор Прикарпатского университета, философ Л. Т. Бабий утверждает, что Украина является прародиной «ариев», «создателей трипольской археологической культуры с государствами Аратта и Ариана». Бывший директор Тальновского музея истории хлеборобства краевед В. Ф. Мыцык называл трипольскую культуру «археологической державой». По его мнению, трипольцы были пеласгами, владели алфавитной письменностью и поклонялись «всемогущему Солнцу».
Публикации о происхождении украинцев от трипольцев и скифов рекомендуются Министерством образования Украины как добротный материал для обучения старшеклассников. Под руководством политика И. А. Зайца был создан благотворительный фонд «Триполье», призванный популяризировать идею украинства трипольской культуры, и проводились масштабные псевдонаучные конференции, посвящённые триполью как «истоку европейской цивилизации». Для туристов разработан маршрут «Золотое кольцо трипольской культуры» и открыты «парки трипольской культуры». С 2003 года в городе Переяслав Киевской области работает Музей трипольской культуры.